# Fritz Bondroit
Friedrich Karl "Fritz" Bondroit, född 26 mars 1912 i Herford, död 19 september 1974 i Burscheid, var en tysk kanotist.
Bondroit blev olympisk silvermedaljör i K-2 1000 meter vid sommarspelen 1936 i Berlin.